# Мирза Хасан-хан Восуг од-Довла
Мирза Хасан-хан Восуг од-Довла (перс. حسن وثوق‎; род. 1 апреля, 1868 — 3 февраля 1951) — премьер-министр (визирь) Ирана при Султан Ахмад-шахе, государственный деятель.

## Биография
Мирза Хасан-хан занимал различные министерские посты, в том числе министра иностранных дел. Дважды, в 1916—1917 гг. и в 1918—1920, был премьером. На этом посту Восуг од-Довла неизменно содействовал подчинению Ирана английскому господству, за что получал от англичан всякого рода поощрения, в том числе материальные. В марте 1917 официально признал сформированный в 1916 году Перси Сайксом английский корпус южно-персидских стрелков. Подписал кабальное для Ирана англо-иранское соглашение 1919 (см.), а в 1920- исключительно выгодную для Англии таможенную конвенцию. В. всемерно препятствовал установлению нормальных советско-иранских отношений. Совместно с англичанами проводил политику жестокой расправы над деятелями национально-революционного движения в Иране.
В 1942—1943 — посол Ирана в Турции. С 1943 активного участия в политич. жизни не принимал.